# Belmopan Bandits FC
Belmopan Bandits Football Club – belizeński klub piłkarski z siedzibą w stołecznym mieście Belmopan, w dystrykcie Cayo. Występuje w rozgrywkach Premier League of Belize. Domowe mecze rozgrywa na obiekcie Isidoro Beaton Stadium. Jest najbardziej utytułowanym klubem piłkarskim w Belize (9 mistrzostw).
Klub posiada również sekcję koszykówki o nazwie Belmopan Red Bandits, a także krykieta i softballa.

## Osiągnięcia
- mistrzostwo Belize (9): 2012/2013 O, 2013/2014 O, 2013/2014 C, 2014/2015 O, 2015/2016 C, 2016/2017 O, 2016/2017 C, 2017/2018 C, 2018/2019 O
- wicemistrzostwo Belize (7): 2000/2001, 2002/2003, 2003, 2014/2015 C, 2017/2018 O, 2018/2019 C, 2019/2020 O

## Historia
Klub został założony w grudniu 1986 pod nazwą Builders Hardware Bandits. W tekstach z późniejszych sezonów można się również spotkać z nazwami Builders Bandits lub właśnie Belmopan Bandits. Przez większość pierwszego ćwierćwiecza swojego funkcjonowania zespół występował z dość przeciętnym skutkiem w półprofesjonalnej, najwyższej klasie rozgrywkowej (wyjątkiem były lata 2005–2006 i 2007–2011, kiedy grał w drugiej lidze lub nie prowadził działalności). Zdobył w tamtym okresie trzy wicemistrzostwa Belize. Kilkakrotnie zmieniał barwy klubowe – np. z białych na czarno-czerwono-białe, by ostatecznie pozostać przy karmazynowych.
W 2011 roku Belmopan Bandits został reaktywowany po czterech latach przerwy. W 2012 roku przystąpił do rozgrywek nowo powstałej Premier League of Belize i od razu został hegemonem ligi, regularnie zdobywając tytuły mistrzowskie. Kilkakrotnie reprezentował Belize w rozgrywkach międzynarodowych (Liga CONCACAF). Klub tradycyjnie zatrudnia dużą liczbę reprezentantów Belize. Ponadto przeprowadził dwa rewolucyjne jak na warunki belizeńskie transfery, pozyskując dwóch byłych reprezentantów Hondurasu i uczestników Mistrzostw Świata w RPA oraz Mistrzostw Świata w Brazylii – Georgie Welcome'a (2017) oraz Jerry'ego Palaciosa (2019).
Właścicielem klubu jest polityk John Saldivar, były minister obrony narodowej.
Mecze pomiędzy dwoma największymi klubami belizeńskiej Premier League, a więc Bandits i Verdes FC, są traktowane jako krajowe derby i określane mianem „belizeńskiego El Clásico”.

### Rozgrywki międzynarodowe
| Sezon | Rozgrywki     | Runda | Klub               | Dom | Wyjazd | Ogólnie |
| ----- | ------------- | ----- | ------------------ | --- | ------ | ------- |
| 2017  | Liga CONCACAF | 1/8   | Walter Ferretti    | 0–1 | 1–4    | 1–5     |
| 2018  | Liga CONCACAF | 1/8   | Motagua            | 0–1 | 0–2    | 0–3     |
| 2019  | Liga CONCACAF | QR    | Deportivo Saprissa | 1–3 | 1–3    | 2–6     |

## Aktualny skład
Stan na 7 sierpnia 2019.
| Nr | Poz. | Piłkarz          |
| -- | ---- | ---------------- |
| 1  | BR   | Shane Orio       |
| 2  | NA   | Carlos Utrilla   |
| 5  | OB   | Jefrie James     |
| 7  | PO   | Nahjib Guerra    |
| 8  | PO   | Kevin Guevara    |
| 9  | NA   | Georgie Welcome  |
| 10 | NA   | Robertinho       |
| 11 | OB   | Khalil Velasquez |
| 13 | OB   | Dalton Eiley     |
| 14 | PO   | Andres Makin     |

| Nr | Poz. | Piłkarz          |
| -- | ---- | ---------------- |
| 17 | OB   | Ian Gaynair      |
| 19 | OB   | Trevor Lennen    |
| 21 | OB   | Humberto Requena |
| 22 | BR   | Rodrigo Ibarra   |
| 23 | OB   | Tyrone Pandy     |
| 27 | OB   | Jalen Budna      |
| 29 | PO   | Stephen Martinez |
| 30 | BR   | Tevin Gamboa     |
| 31 | NA   | Hector Martinez  |
| 99 | NA   | Jerry Palacios   |

## Trenerzy
- Ian Mork (2001)[15]
- Edmund Pandy Sr. (2012–2013)[16][17]
- Leroy Sherrier Lewis (2014)[18]
- Edmund Pandy Sr. (2015)[19]
- Jorge Nunes (2015)[20]
- Kent Gabourel (2016–2019)[21][22][23][24]
- Shane Orio (2019)[24]
- Leroy Sherrier Lewis (2019)[25]
- Kent Gabourel (od 2019)[26]